# België op het Eurovisiesongfestival 1959
België nam deel aan het Eurovisiesongfestival 1959 in Cannes, Frankrijk. Het was de 4de deelname van het land op het Eurovisiesongfestival. De NIR was verantwoordelijk voor de Belgische bijdrage voor de editie van 1959.

## Selectieprocedure
Wedstrijd voor het beste lied was de naam voor de preselectie van 1959. Voor het eerst werden er twee halve finales georganiseerd. Het was de tweede keer dat de Vlamingen een kandidaat mochten sturen naar het Eurovisiesongfestival. Op 1 en 8 februari vonden er twee halve finales plaats met telkens negen kandidaten. Bob Benny en Jo Leemans wonnen elk een halve finale en streden op 15 februari voor het begeerde ticket naar Cannes. De voorrondes werden telkens gehouden in het cultureel centrum van Ukkel.
De jury koos uiteindelijk voor Hou toch van mij, het nummer van Bob Benny, om België te vertegenwoordigen op het vierde Eurovisiesongfestival.

### Uitslag
| Plaats | Artiest    | Lied             |
| ------ | ---------- | ---------------- |
| 1      | Bob Benny  | Hou toch van mij |
| 2      | Jo Leemans | Levenssymphonie  |

## In Cannes
Op het Eurovisiesongfestival in Cannes trad België als elfde en laatste land aan, net na het Verenigd Koninkrijk. Bob Benny sleepte de zesde plaats in de wacht, die België deelde met Italië. België vergaarde in totaal negen punten. Het is tot op heden de beste Vlaamse prestatie ooit op het Eurovisiesongfestival. Pas in 2010 kon Tom Dice deze prestatie evenaren.
1956 · 1957 · 1958 · 1959 · 1960 · 1961 · 1962 · 1963 · 1964 · 1965 · 1966 · 1967 · 1968 · 1969 · 1970 · 1971 · 1972 · 1973 · 1974· 1975 · 1976 · 1977 · 1978 · 1979 · 1980 · 1981 · 1982 · 1983 · 1984 · 1985 · 1986 · 1987 · 1988 · 1989 · 1990 · 1991 · 1992 · 1993 · 1994 · 1995 · 1996 · 1997 · 1998 · 1999 · 2000 · 2001 · 2002 · 2003 · 2004 · 2005 · 2006 · 2007 · 2008 · 2009 · 2010 · 2011 · 2012 · 2013 · 2014 · 2015 · 2016 · 2017 · 2018 · 2019 · 2020 · 2021 · 2022 · 2023 · 2024 · 2025